# ليلى السدوسية

## نسبها
ليلى السَّدوسيَّة، صحابية وهي امرأة بشير بن الخصاصيَّة، يقال لها الجهدمة،
كان اسمها جَهْدمة فغيَّره النبيُّ محمد فسماها ليلى.

## رواتها
روت عن النبي صَلَّى الله عليه وسلم حديثين أو ثلاثة؛ قاله أبو عمر،
- روى عنها إياد بن لَقِيط، قالت: إن رسول الله صَلَّى الله عليه وسلم سمى زوجها بشير ابن الخصاصية بشيرًا، وكان اسمه زحمًا، وقيل: رحمًا. وقالت: أردت أن أصوم يومين مواصلة، فذكرت ذلك لبشير، فقال: إن رسول الله صَلَّى الله عليه وسلم نهى عنه، وقال: "يَفْعَلُ ذَلِكَ الْيَهُودُ، وَلَكِنْ صُومُوا، فَإِذَا كَانَ الْلَّيْلُ فَأفْطِرُوا"
- وروى إياد بن لَقيط أيضًا، عن جَهْدَمَةَ امرأة بشير بن الخصاصية قالت: كان اسم بشير زحمان، فسماه النبي صَلَّى الله عليه وسلم بشيرًا، وقالت: أنا رأيت رسول الله صَلَّى الله عليه وسلم فخرج من بيته ينفض رأسه وقد اغتسل وبرأسه ردْعٌ من الحِناء. ذكرها ابن حبان في الصحابة؛ فقال: يقال لها صحبة، ثم ذكرها في ثقات التابعين.